# Torbjörn Kornbakk
Torbjörn Jarle Kornbakk (* 28. května 1965 Göteborg, Švédsko) je bývalý švédský zápasník, reprezentant v zápase řecko-římském. Dvakrát startoval na olympijských hrách. V roce 1988 vybojoval na Hrách v Barceloně bronzovou medaili ve váhové kategorii do 74 kg, v roce 1996 na Hrách v Atlantě obsadil ve stejné váhové kategorii 10. místo.
V zápasu reprezentoval i jeho bratr Martin.